# صموئيل إل. كيسي
صموئيل إل. كيسي (بالإنجليزية: Samuel L. Casey)‏ هو سياسي أمريكي، ولد في 12 فبراير 1821، وتوفي في 25 أغسطس 1902 في سانت جوزيف في الولايات المتحدة. انتخب عضو مجلس النواب الأمريكي.